# Torta de Alcázar
Las tortas de Alcázar son un dulce popular de castellano-manchego de origen en la localidad de Alcázar de San Juan.

## Características
Consiste en una mezcla de harina de trigo y harina de maíz con bastante azúcar, que se vuelca en una bandeja forrada con papel de horno formando varias porciones. Después de hornearlas, puedes espolvorearlas con azúcar glass. Se sirven individualmente recortándolas con su trozo de papel de horno.